# Epiphyllum
Epiphyllum é um gênero botânico da família cactaceae, de aspecto epífito, conhecido por seu potencial ornamental e flores com grande variedade de tons e cores. São popularmente conhecidos como "cactos-orquídea" e ocasionalmente referidos pela denominação mais genérica "dama-da-noite" (aplicada a outras cactáceas, bem como a plantas de diferentes famílias e gêneros).

## Sinonímia
- Phyllocactus Link
- Phyllocereus Miq..

## Espécies
Entre 19 espécies estão incluídos:
| - Epiphyllum anguliger - Epiphyllum caudatum - Epiphyllum chrysocardium - Epiphyllum crenatum - Epiphyllum guatemalense - Epiphyllum hookeri | - Epiphyllum lepidocarpum - Epiphyllum macropterum - Epiphyllum oxypetalum - Epiphyllum phyllanthus - Epiphyllum pumilum - Epiphyllum thomasianum |

Também são abundantemente encontrados vários híbridos, intencionalmente cultivados pelo homem para obtenção de diferentes matizes cromáticos. O registro e identificação dos híbridos, com detalhes sobre o porte da planta e, especialmente, sobre sua floração, é feita pelos órgãos competentes de cada país.